# Mary Moodley
Mary Moodley o Tia Mary (1913-23 d'octubre de 1979) va ser una sindicalista i activista anti-apartheid de Sud-àfrica.
Moodley fou membre activa en el South African Congress of Trade Unions (SACTU), la Food and Canning Workers Union —amb els qui treballava els anys 1950 a Rand de l'Est—, el Congrés Nacional Africà (ANC), la Federació de Dones Sud-africanes i fundadora del South African Coloured People's Congress (SACPO).
El 1960, durant la declaració de l'Estat d'Emergència per part del govern sud-africà, va ser detinguda, i el 1963 fou bandejada sota ordre de la Llei de supressió del comunisme de 1950, que va prohibir formalment al Partit Comunista de Sud-àfrica i qualsevol partit o grup que subscrigués el comunisme d'acord amb una definició singularment àmplia del terme. No va poder participar més en sindicats, ni assistir a reunions, i fou confinada al seu barri de Benoni. El 1964, va ser detinguda i sentenciada sota la Llei dels 90 dies, ja que havia estat ajudant a fugitius a sortir de Sud-àfrica. La seva prohibició, que era inicialment de cinc anys, es va anar renovant constantment i, fins i tot per anar a l'hospital, havia de demanar un permís a les autoritats locals. Finalment li fou aixecada el 1977, dos anys abans de la seva mort.